# 川崎市立川崎総合科学高等学校
川崎市立川崎総合科学高等学校（かわさきしりつ かわさきそうごうかがくこうとうがっこう、英: Kawasaki City High School for Science and Technology, 英略称：KST）は、神奈川県川崎市幸区にある、理数科1科と工業科5科を持つ、市立の専門高等学校。

## 概要
1963年（昭和38年）に創立された川崎市立工業高等学校が1993年（平成5年）、校名を川崎市立川崎総合科学高等学校に改称し学科を現在の情報工学科、総合電気科、電子機械科、建設工学科、デザイン科、科学科とする。校舎のシンボルである1号館は1992年に竣工（当時は高層棟校舎）、地下1階、地上15階建て、高さはおよそ70mで、全国にある単独校舎の高校で最も高い。法的には超高層ビルとなる。
川崎総合科学を略して、「川総（かわそう）」もしくは、「KST」、「総科（そうか）」などと呼ばれている。
2008年の横浜市立横浜サイエンスフロンティア高等学校の設立まで、科学科は県内唯一の市立高校理数科であった。
多くの学科を有するが、中でも科学科は科学科専用自習室を構え、進学率はほぼ100%。39人と少ない定員ながら東京大学や東京工業大学などへの実績を残しており、その良好な進学実績から入学後に学力を伸ばす学校として、川崎市議会で取り上げられた。
川崎市立ではあるが、全県一区の扱いであるため、神奈川県内在住であれば川崎市外の在住者も出願・受検・登校が可能（受検における川崎市在住であることの優遇措置などは無い）。

### 校訓
「誠実 勤勉 強健」

### 教育理念
- 真理を探求し、高邁な人格の育成に努める。
- 科学・工業の知識と技術を習得し、勤労を愛する精神の育成に努める。
- 身心を鍛錬し、明朗にして良識ある社会人の育成に努める。
- 教養を高め、豊かな創造性と健全な批判力の育成に努める。

## 沿革
- 1963年4月 川崎市立工業高等学校として開校。全日制機械科、電気科、電子科、建築科、土木科。（工業高校時代も男女共学校ではあったが、女子の入学は非常に稀で、実質的には男子校であった）
- 1964年4月 定時制電気科、電子科（各40名）開設
- 1965年4月 定時制機械科（40名）新設
- 1982年4月 定時制電気科・電子科を括り募集とする
- 1992年9月 高層棟校舎完成（現1号館）
- 1993年4月 校名を川崎市立川崎総合科学高等学校と変更する。設置学科を情報工学科（39名）、総合電気科（39名）、電子機械科（78名）、建設工学科（39名）、デザイン科（39名）、科学科（39名）とする。
  - 全日制は各学年6科7学級（電子機械科のみ2学級、他は1学級）、定時制は各学年3科3学級になる
- 1998年5月 エイズ教育地域事業の研究協力校として文部省から指定を受ける。光ファイバー網による学校ネットワーク活用研究開発事業について、文部省から研究委託を受ける。
- 2004年 2学期制を導入する。全日制電子機械科の定員を1学級39人に削減。
  - 全日制は段階的に各学年6科6学級へ変わる
- 2017年4月 定時制学科をクリエイト工学科（電気・電子コース、機械コース）、商業科に改組する

## 基礎データ

### 所在地
〒212-0002 神奈川県川崎市幸区小向仲野町5-1
多摩川に架かる多摩川大橋の袂に所在する。

### アクセス
- JR川崎駅ラゾーナ広場から、川崎市営バス川73・74・75系統または東急バス反01系統を利用し、「御幸公園前」下車すぐ。
- JR武蔵小杉駅から、川崎市営バス川74系統川崎駅ラゾーナ広場行きを利用し、「御幸公園前」下車すぐ。
- JR南武線鹿島田駅より徒歩20分。 東急多摩川線矢口渡駅より徒歩15分。

### 校章
川の字（多摩川）を表している。

### 制服
- 冬服 男子：詰襟 女子：ブレザー
- 夏服 男子：ワイシャツ、濃紺のズボン 女子：ワイシャツ、リボン、深緑のチェックのスカート。

### スクールカラー
校章のカラーは緑で、学年色は緑、青、赤。

### 施設
1号館
校舎の建設費用は80億2000万円。最上階は食堂となっている。また、屋上にはヘリポートも用意されている（一般の生徒には非公開）。高さは66m。生徒用エレベーター3機。
15階建てで、1階は小体育館・柔道場・トレーニングルーム、2階は体育館、3階は図書館、4階は進路指導室、5階は定時制職員室と会議室、6階は全日制職員室、7階 - 11階は教室になっている。12 - 13階は各科のパソコンルームになっている。14階は情報工学科。

## 学校行事
- 4月：入学式
- 5月：生徒総会、定期考査
- 6月：体育祭、芸術鑑賞会
- 7月：定期考査
- 8月：体験教室
- 9月：総科祭、前期終業式、学校説明会
- 10月：開校記念日、後期始業式、定期考査、中学校体験教室
- 11月：第1回学科説明会、マラソン大会、小学生親子ものづくり教室
- 12月：定期考査、第2回学科説明会、中学校体験教室
- 1月：合同芸術祭、デザイン科作品展
- 2月：課題研究発表会
- 3月：卒業式、学年末考査、修了式

### 特筆すべき行事

#### マラソン大会
多摩川の土手の下を小杉付近までで折り返す男子6km、女子4.5kmのマラソン。制限時間内に完走した全生徒に得点が与えられ、クラスでその合計を競う。そのため、クラス内に高順位の人がいるよりもクラスの全員が制限時間内にゴールすることが勝敗を分ける。
2019年 - 11月19日に行われる予定だった同大会は同年10月に発生した令和元年東日本台風（台風19号）の影響により中止となった。

#### 体育祭
2006年度までは体育大会が行われていたが、これらに練習等を行う準備期間は無かったので、他校で見受けられるような、いわゆる体育祭そのものは存在しなかった。現在は生徒会主催行事に変更され、名称・内容ともに見直しを検討している。そのため2008年度から体育祭が再開され、練習期間も1日1時間、1週間程行われている。完全非公開なので一般の人は見ることはできない。
2013年度からは応援合戦も始まっている。

#### 文化祭
文化祭は「総科祭（そうかさい）」と呼ばれており、毎年10月上旬または9月下旬の土日に行われる。当日の2日前は授業を全てなくし総科祭準備をする。3年毎に、各学科が課題研究の成果などを展示する『科展』と呼ばれるものが行われている。正門に設置されるアーチは毎年、美術部の生徒や各科の有志らが製作している。2016年度の総科祭テーマには、「ご注文はうさぎですか?」のパロディ「ご注文は総科祭ですか？」が使用された。また、2017年度のテーマは、「けものフレンズ」のパロディ「どったんばったん総科祭」が使用された。2018年度のテーマは、「この素晴らしい世界に祝福を! 」のパロディ「この素晴らしい総科祭に祝福を！」が使用された。2019年度のテーマは、18クラスの輪が繋がるようにと願いをこめて「018~令和すげーわこりゃえーわ~」が使用された。

#### 課題研究発表会
工業科の生徒が3年次に授業の一環として行う研究の発表の場であり、毎年2月上旬に行われる。工業科各科の代表生徒による発表で、当日は本校関係者以外にも、中学生、近隣住民などの見学も可能。

## 呼び名
川崎市立工業高等学校時代の生徒からの呼び名は土手沿いにあるので「土手高」若しくは「土手工」であった。どちらも読み方は「どてこう」。校内文書では「川市工」の略称が使われることもあった。現在は「川総」「KST」と呼ばれている。
川崎市立商業高等学校（現：川崎市立幸高等学校）が「川商」と呼ばれていたのに対して、「川工」とならなかったのは神奈川県立川崎工業高等学校（現：神奈川県立川崎工科高等学校）があったため。

## 高校関係者と組織

### 高校関係者組織
- 「川崎総合科学高等学校同窓会」
  - 会員相互の親睦を図り、併せて母校の発展に寄与することを目的として、卒業生との懇談会や卒業記念品贈与等の事業を行っている。
- PTA
- 川崎総合科学高校の教職員は市の職員なので、独自の教職員組合は組織していない。

### 著名な出身者
※ 川崎市立工業高等学校出身者を含む
- SP☆なかてま（漫画家）
- あらいずみるい（漫画家・イラストレーター）
- 小林源文（漫画家）[4]
- トリゴエユイ（画家）
- ジェームス小野田（米米CLUB・歌手）
- 宮崎朝子（SHISHAMO・歌手）
- 吉川美冴貴（SHISHAMO・ドラマー）
- 杉本宏之（実業家、株式会社シーラテクノロジーズ（旧シーラホールディングス）代表取締役会長グループ執行役員CEO)

## 地域との関わり
デザイン科生徒作品展
1月中旬から下旬の数日間、デザイン科の生徒が制作した作品が展示されている。ここ数年は川崎駅前タワー・リバーク3階の「アートガーデンかわさき」で行われている。
川崎市立高等学校合同芸術祭
毎年1月 - 2月頃に、川崎市立の高等学校（市立川崎高、市立幸高、市立川崎総合科学高、市立橘高、市立高津高）が合同で行っている作品展示・音楽（吹奏楽）演奏の総称。作品展示は川崎駅前タワー・リバーク3階の「アートガーデンかわさき」で、行われている。音楽部門（吹奏楽演奏等）は、川崎市内のホール（年度によって会場が替わる）で行われている。